# Liste der Monuments historiques in Mazan
Die Liste der Monuments historiques in Mazan führt die Monuments historiques in der französischen Gemeinde Mazan auf.

## Liste der Bauwerke
| Bezeichnung                                               | Beschreibung | Standort                      | Kennzeichnung | Schutzstatus   | Datum     | Bild           |
| --------------------------------------------------------- | ------------ | ----------------------------- | ------------- | -------------- | --------- | -------------- |
| Chapelle des Pénitents Blancs                             |              | Rue Saint-Nazaire (Lage)      | PA00082072    | Inscrit        | 1984      | weitere Bilder |
| Hôtel de Valette Eingang mit Türflügel, Nische mit Statue |              | 151 Grand-Rue (Lage)          | PA00082074    | Inscrit        | 1978      | weitere Bilder |
| Notre-Dame-de-Pareloup Friedhof mit Kreuz, Kapelle        |              | Montée de la Madeleine (Lage) | PA00082073    | Inscrit Classé | 1950 1984 | weitere Bilder |

## Liste der Objekte
| Bezeichnung                                                               | Beschreibung | Standort                                                             | Kennzeichnung | Schutzstatus | Datum | Bild |
| ------------------------------------------------------------------------- | --- | -------------------------------------------------------------------- | ------------- | ------------ | ----- | ---- |
| Gedenktafel                                                               | Steininschrift aus dem Jahr 1462 mit dem Namen des Baumeisters Jean Cordier: ISTA ANCOLA FUIT I[N]CEPTA SUB ANNO D[OMI]NI M CCCC LXII ET DIE XIII NOVE[M]BRIS O[PUS] M[AGIST]RI IOH[ANN]IS CORDERII | Friedhof Kapelle, äußere Nordwand, 1. Strebepfeiler der Apsis (Lage) | PM84000464    | Classé       | 1938  |      |
| Gruppe von 66 Sarkophagen                                                 | aus gallorömischer und merowingischer Zeit | Friedhof an der Umfassungsmauer (Lage)                               | PM84000463    | Classé       | 1909  |      |
| Retabel                                                                   | 18. Jahrhundert | Kapelle Notre-Dame la Brune (Lage)                                   | PM84000465    | Classé       | 1952  |      |
| Altar                                                                     | 18. Jahrhundert | Kapelle der Pénitents Blancs 2. Südkapelle (Lage)                    | PM84001222    | Inscrit      | 2017  |      |
| Büste Notre-Dame des Sept Douleurs                                        | Holzstatue, 17./18. Jahrhundert, von Jacques Bernus | Kirche St-Nazaire-et-St-Celse (Lage)                                 | PM84000461    | Classé       | 1912  |      |
| Gemälde Freilassung von Gefangenen durch den Orden der Trinitarier        | Ölgemälde, 17. Jahrhundert | Kirche St-Nazaire-et-St-Celse 1. Südkapelle (Lage)                   | PM84001220    | Inscrit      | 2017  |      |
| Gemälde „Heilige Familie mit dem kleinen Heiligen Johannes dem Täufer“    | Ölgemälde, 17. Jahrhundert, Kopie des Bildes von Raffael | Kirche St-Nazaire-et-St-Celse 3. Südkapelle (Lage)                   | PM84001221    | Inscrit      | 2020  |      |
| Gemälde Verkündigung mit den Heiligen Franz von Paola und Franz von Sales | Ölgemälde, 17. Jahrhundert | Kirche St-Nazaire-et-St-Celse 1. Südkapelle (Lage)                   | PM84001219    | Inscrit      | 2018  |      |
| Möbelstück der Sakristei                                                  | 17. Jahrhundert, von Jacques Bernus | Kirche St-Nazaire-et-St-Celse Sakristei (Lage)                       | PM84000462    | Classé       | 1938  |      |
| Madonnenstatue                                                            | Holzstatue, 14. Jahrhundert | Östliches Stadttor (Lage)                                            | PM84000466    | Classé       | 1950  |      |